# Claude Pithoys
Claude Pithoys (1587 à Vitry-le-François - 1676 à Sedan) ancien franciscain, converti au protestantisme en 1632, géographe, professeur réputé de philosophie et de droit à l'Académie de Sedan. C'est le prédécesseur de Pierre Bayle.

## Biographie
Catholique franciscain, il est envoyé pour exorciser Élisabeth de Ranfaing en 1618.

## Œuvres
- La descouverture des faux possédez. ; Chaalon : G. Nobily, 1621. (OCLC 77378201)
- Admirable vertu des saincts exorcismes sur les princes d'enfer : possedants réellement vertueuse demoiselle Elizabeth de Ranfaing : avec ses iustifications, contre les ignorances et calomnies de F. Claude Pithoys ; Remy Pichard;  Claude Pithoys; A Nancy : par Sebastien Philippe ..., 1622. (OCLC 64094087)
- Traitté curieux de l'astrologie judiciaire, ou preservatif contre l'astromantie des généthliaques. ; Sedan : P. Jannon, 1641. (OCLC 26340183)